# 弘瀬金蔵
弘瀬 金蔵（ひろせ きんぞう、文化9年10月1日（1812年11月4日） - 明治9年（1876年）3月8日）は、江戸時代末期から明治にかけての浮世絵師。
本名は生前10回以上にわたり改名しているが、出身地の高知県を中心に絵金（えきん）の通称でも知られる。

## 人物
文化9年、高知城下新市町に髪結い職人の子として生まれる。姓は木村氏。後に医家某の嗣子となって弘瀬を名乗る。幼少の折から絵の才能で城下の評判となり、16歳で江戸に行き土佐江戸藩邸御用絵師・前村洞和に師事する。また幕府御用絵師・狩野洞益に師事したともいわれる。通常ならば10年はかかるとされる修行期間を足かけ3年で修了し、林 洞意（はやし とうい）の名を得て高知に帰郷、20歳にして土佐藩家老・桐間家の御用絵師となる。
しかし、33歳の頃、狩野探幽の贋作を描いた嫌疑を掛けられたことで職を解かれ高知城下所払いの処分(藩の記録には残っていない)とされたと言う。狩野派からは破門を言い渡され、御用絵師として手がけた水墨画の多くが焼却された。洞意が実際に贋作を描いたかどうか真相は明らかではないが、習作として模写したものが古物商の手に渡り、町人の身分から若くして御用絵師に取り立てられた洞意に対する周囲の嫉妬により濡れ衣を着せられたのではないかと洞意を擁護する意見も存在する。

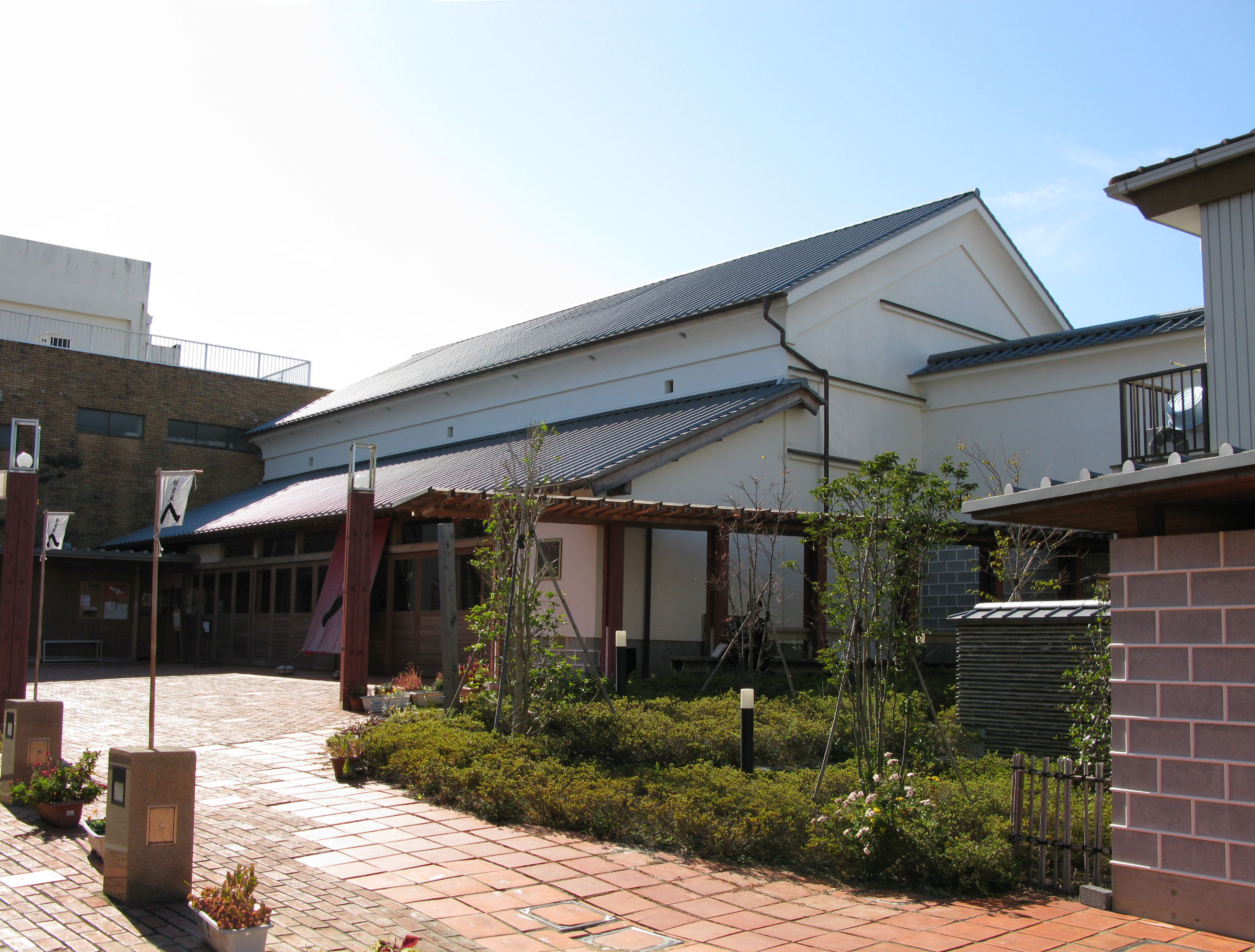
絵金蔵（高知県香南市）

高知城下を離れて町医者から弘瀬姓を買い取った後の足取りには不明な点が多いが、慶応年間より叔母を頼って赤岡町（現・香南市）に定住し「町絵師・金蔵」を名乗り、地元の農民や漁民に頼まれるがままに芝居絵(歌舞伎や浄瑠璃の芝居を二つ折りの屏風に描いた土佐独特の形式)や台提灯絵、絵馬、凧絵などを数多く描き「絵金」の愛称で親しまれた。この時期の猥雑、土俗的で血みどろの芝居絵は特に人気が高い。現在も赤岡では各家が夜に屏風絵を開陳し、蝋燭の燈でそれを眺めるという「須留田八幡宮 神祭」、「土佐赤岡絵金祭り」(毎年7月)が開催されている。
大政奉還の後は生まれ故郷の高知に戻るが、1873年に中風を患い右手の自由が利かなくなったため左手で絵を描き続けた。
1876年3月8日死去。享年65。墓は妻の初菊が明治12年（1879年）に死去した10月に、「友竹斎夫婦墓」として高知市薊野の真宗寺山中に建立された（友竹は金蔵が町絵師となって名乗った号の1つ）。弟子は墓碑によると数百人に上るとあり、10数人の名前が知れている。その絵金派の屏風絵は現在200点余確認されており、当地での人気の高さが窺える。また、土佐では「エキン」が絵師の一般名称となるほどであった。
1966年、平凡社の『太陽』で特集されたことをきっかけに絵金ブームが発生。これに乗って1972年放送開始の時代劇「必殺仕掛人」(朝日放送)のオープニング映像に使われて以降、「必殺シリーズ」では度々使用され、全国に広く認知されるようになった。絵金の作品を使用する事を決めたのはプロデューサーの山内久司である。

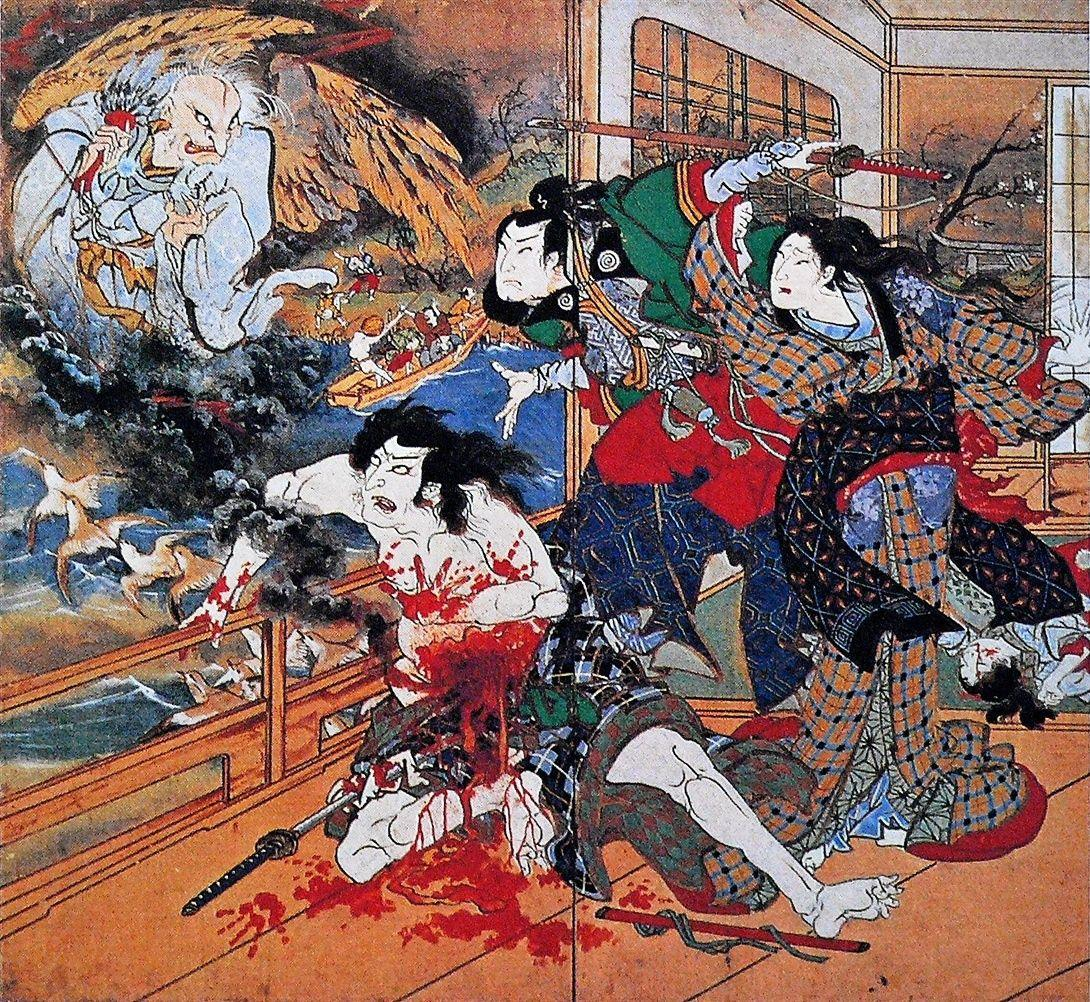

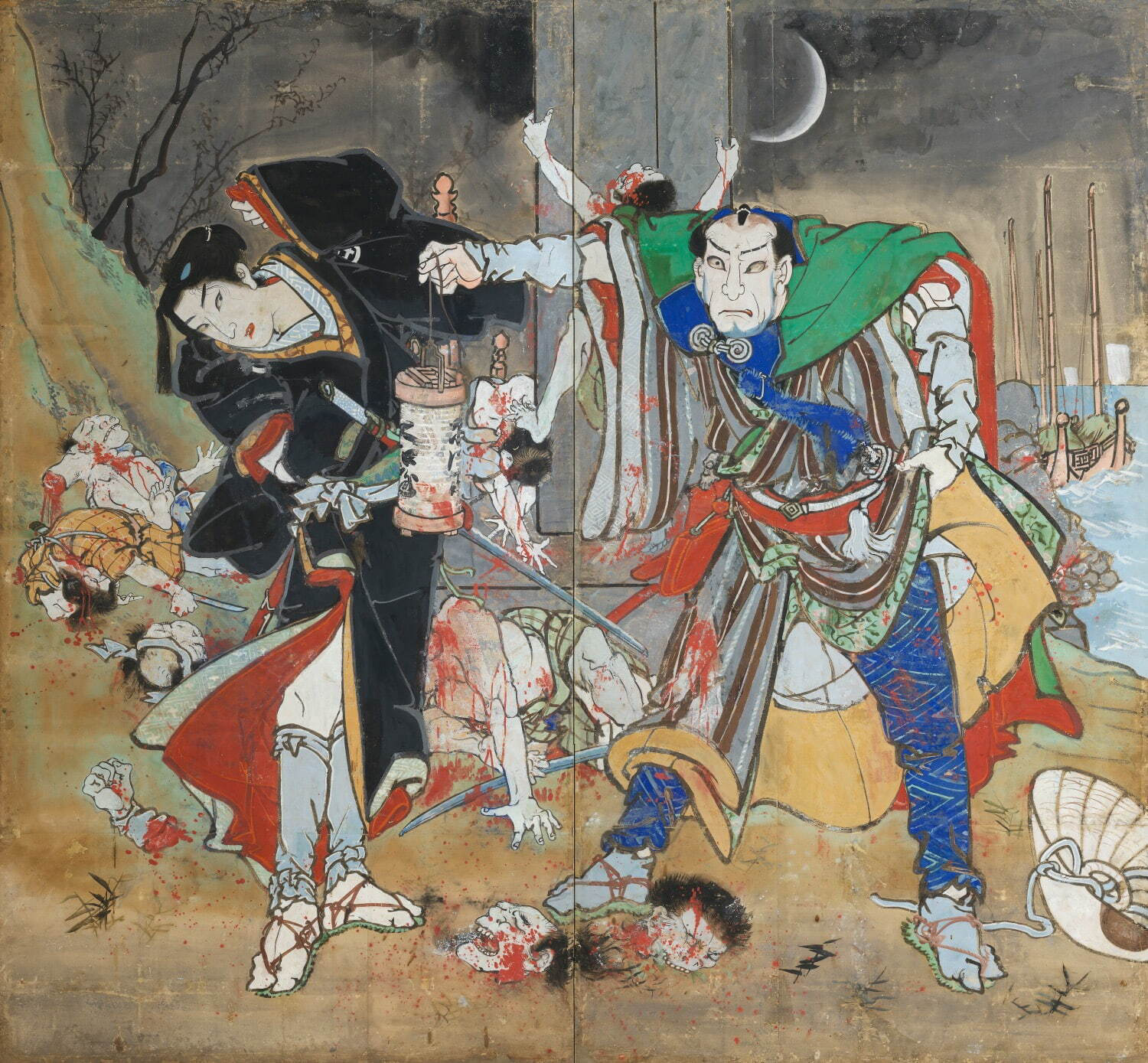

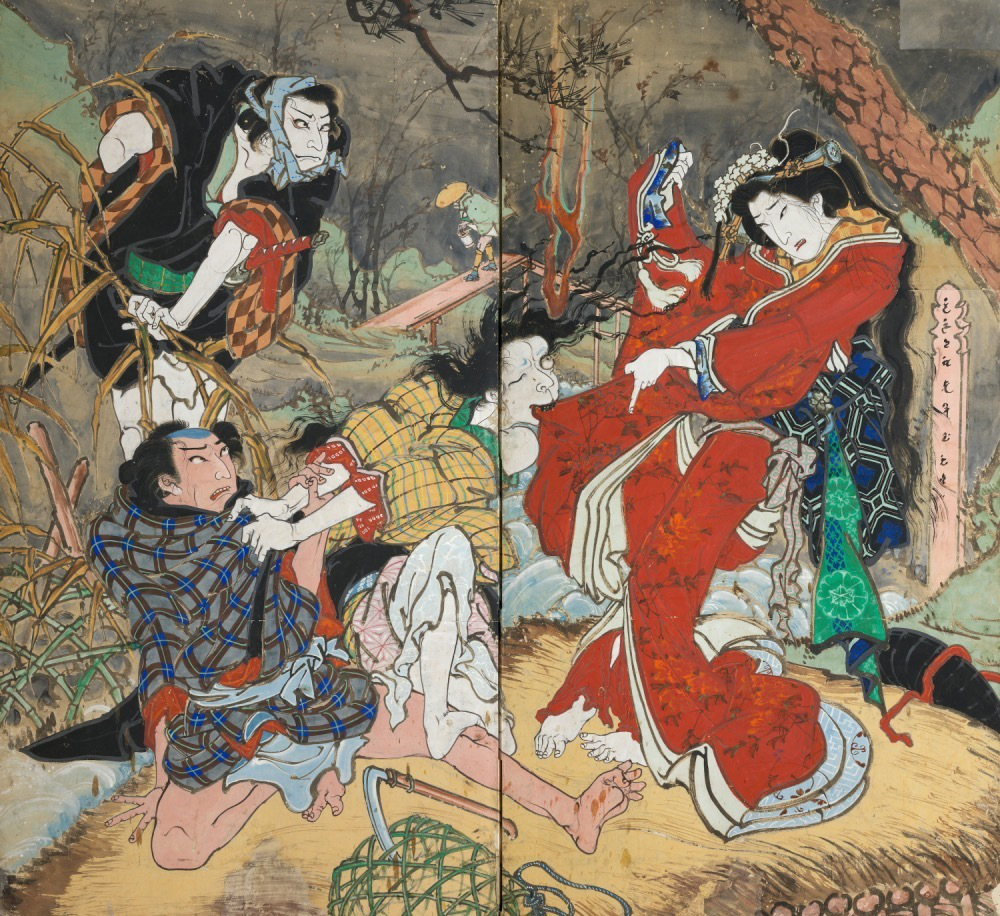

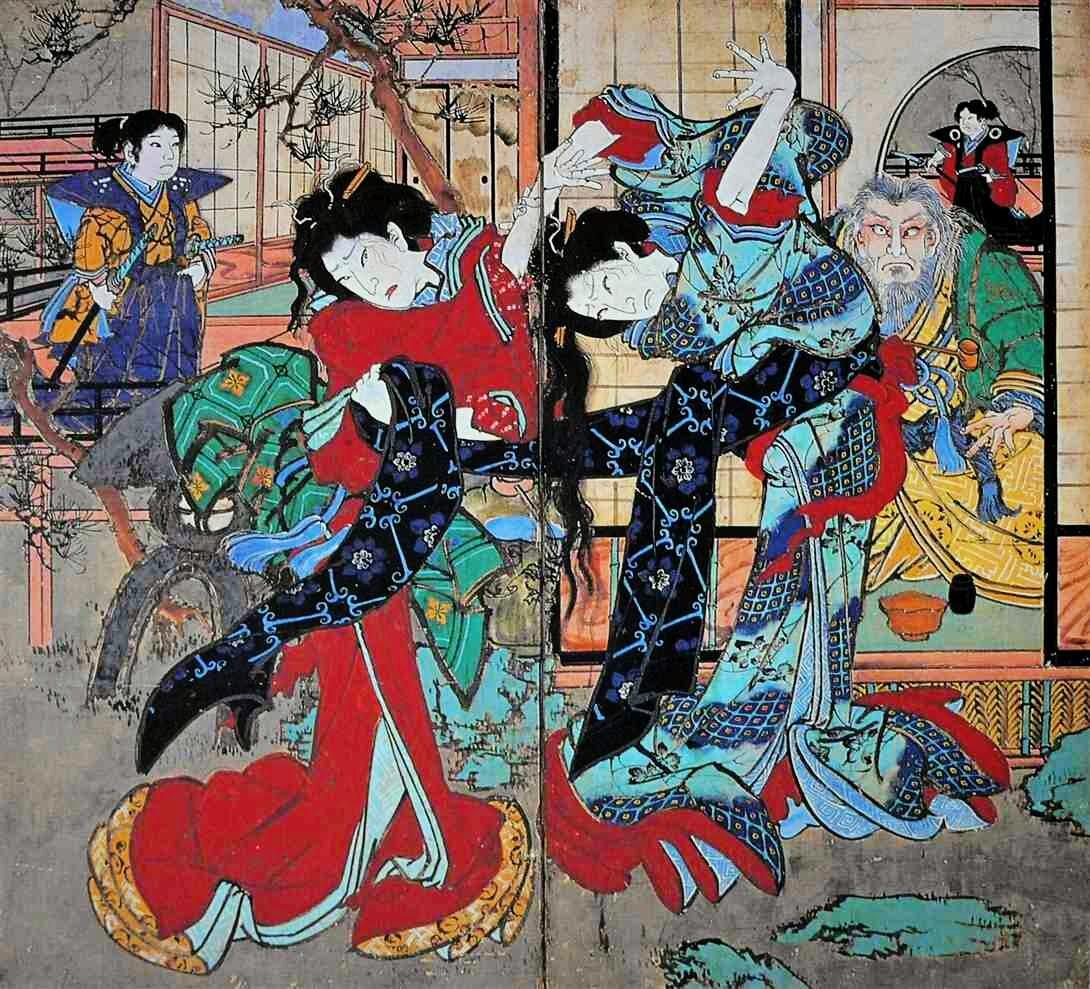

1971年には映画監督中平康が彼を主人公に『闇の中の魑魅魍魎』を製作。カンヌ映画祭に正式出品された。主演は麿赤児である。

## 主な作品
- 「浮世柄比翼稲妻　鈴ヶ森」 - 絵金蔵寄託
- 「図太平記実録代忠臣蔵」 - 高知県立美術館所蔵 12面 紙本著色
- 「岩戸踊襖」　朝倉神社所蔵
- 「鈴木主水絵巻」
- 「土佐年中行事絵巻」
- 「ひらがな盛衰記」　絵馬提灯下絵
- 「土佐震災図絵」 - 嘉永7年(1854年)の南海大地震での体験を記録した図絵
- 「放屁合戦図」

## 弟子
門人として河田小龍、武市瑞山など著名な幕末の志士もいたが、主流を占めたのは染物屋、扇屋、凧屋、傘屋、人形師、蒔絵師、絵馬屋など職人たちであった。なかでも、染物屋の島田虎次郎は優れた芝居絵の後継者であった。他に吉川金太郎、宮田友川斎などがいた。吉川家は現代5代目まで継続している。また本名が同じ「金蔵」であったため「野市絵金」と呼ばれた野口左厳も紺屋を営む職業絵師であった。

## 参考図書
- 広末保 藤村欣市朗編 『絵金 幕末土佐の芝居絵』 未來社、1968年
- 近森敏夫解説 『絵金の芸術 異端画家』 光潮社、1971年
- 光潮社編集部編『絵金』 光潮社、1971年4月
- 広末保 藤村欣市朗編 『絵金の白描』 未來社、1971年（1995年に復刻）
- 日本浮世絵協会編　『原色浮世絵大百科事典』第2巻　大修館書店、1982年
- 第一出版センター編 『絵金 鮮血の異端絵師』 講談社、1987年7月、ISBN 4-06-203176-0
- 山本駿次朗 『絵金伝』 三樹書房、1987年8月、ISBN 4-89522-122-9
- 近森敏夫 『絵金画譜』 岩崎美術社〈双書美術の泉73〉、1988年6月、ISBN 4-7534-1173-7
- 鍵岡正謹 吉村淑甫 『絵金と幕末土佐歴史散歩』 新潮社〈とんぼの本〉、1999年、ISBN 4-10-602078-5
- 梅原デザイン事務所 絵金蔵運営委員会編 『絵金蔵収蔵品目録』 香南市、2010年3月

展覧会図録
- 『絵金展 幕末土佐に生きた異端の絵師』 毎日新聞社、1971年
- 『平成19年度特別展図録 南国土佐の忠臣蔵－絵金が描いた芝居絵屏風－』 赤穂市立歴史博物館編集・発行、2007年11月3日

### 関連作品
- 木下昌輝 『絵金、闇を塗る』（集英社、2018年）
- 藤原緋沙子『絵師金蔵 赤色浄土』（祥伝社、2023年）